# نعي

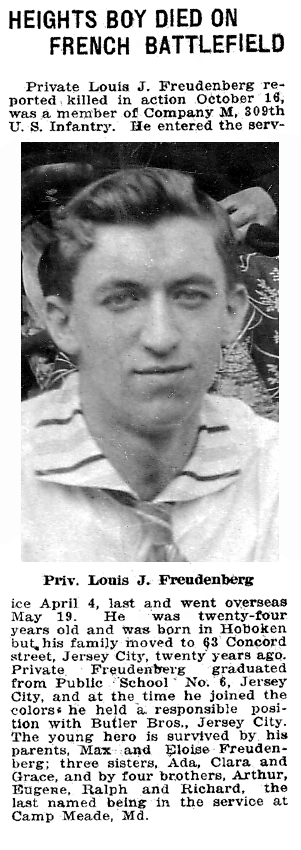
نعي أمريكي لأحد قتلى الحرب العالمية الأولى

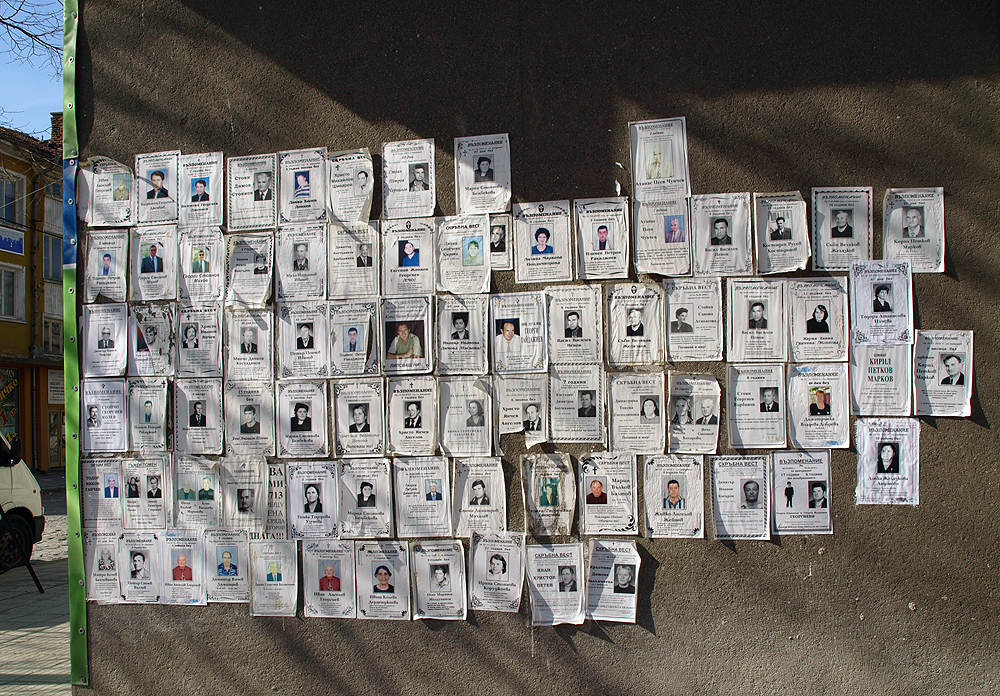
مذكرات نعي تقليدية في أحد شوارع بلغاريا

النعي هو مقال عن شخص توفي مؤخرًا. غالباً ما تنشر الصحف النعي على شكل مقالات إخبارية. على الرغم من أن النعي يركز عادةً على الجوانب الإيجابية في حياة الشخص المتوفى، إلا أن هذا ليس هو الحال دائمًا. وفقًا لِنايجل فارنديل [الإنجليزية]، محرر النعي في صحيفة التايمز، يجب أن يكون النعي "سردًا متوازنًا" مكتوبًا بأسلوب "جاد"، وألا يبدو كسيرة تقديسية.
في الصحف المحلية، قد يُنشر نعي لأي مقيم محلي عند وفاته. سجل الوفيات هو سجل أو قائمة بوفيات الأشخاص المرتبطين بمنظمة أو مجموعة أو مجال معين، وقد يحتوي فقط على أقل التفاصيل أو نعي قصير. يمكن أن تكون سجلات الوفيات التاريخية مصادر مهمة للمعلومات.
يوجد نوعان من الإعلانات المدفوعة المتعلقة بالنعي. الأول، المعروف باسم إعلان الوفاة، يظهر عادةً في قسم المواليد والزواج والوفيات في الصحف، ويحذف معظم التفاصيل المتعلقة بالسير الشخصية، وقد يكون إعلانًا عموميًا [الإنجليزية] مطلوبًا قانونًا في بعض الظروف. النوع الآخر، وهو الإعلان التذكاري المدفوع، يكتبه عادةً أفراد الأسرة أو الأصدقاء، ربما بمساعدة من دار الجنازة [الإنجليزية]. كلا النوعين من الإعلانات المدفوعة يتم نشرهما عادة على شكل إعلانات مبوبة.
تنطبق هذه الكلمة أيضًا على كتيب البرنامج [الإنجليزية] الكامل للجنازة والجزء من هذا البرنامج الذي يصف حياة المتوفى. يُوزَّع على الحاضرين في الجنازة. قد يكون عنوان الصفحة الخلفية "نعي" أو "تأملات"، أما عنوان الصفحة الأمامية فيكون عادةً "ترتيب الجنازة".